# چارگوش‌ماهی‌های نرم‌بینی
چارگوش‌ماهی‌های نرم‌بینی (نام علمی: Anacanthobatis) نام یک سرده از خانواده چارگوش‌ماهیان نرم است.